# Ugia sundana
Ugia sundana är en fjärilsart som beskrevs av George Francis Hampson 1924. Ugia sundana ingår i släktet Ugia och familjen nattflyn. Inga underarter finns listade i Catalogue of Life.